# Reservestof
Reservestoffen bij planten zijn de benodigde stoffen voor de groei en ontwikkeling van het planten-embryo, en vervolgens voor de kieming en de groei van de jonge plant. De reservestoffen zijn afkomstig van fotosynthese en verdere assimilatie door de plant. De reservestoffen worden tijdens de vorming van de zaden vastgelegd na de bevruchting. 

## Opslagplaats
Reservestoffen bestaan uit zetmeel, vetten en eiwitten die zich bevinden bij voorbeeld in bepaalde weefsels in de zaden van zaadplanten. Om ongunstige perioden te overleven kunnen planten reservestoffen opslaan in verdikte organen zoals stengels of wortels.
De reservestoffen worden in zaden aangetroffen in weefsels van een verschillende oorsprong: het perisperm, het endosperm en de zaadlobben van het embryo en de jonge plant. Voorbeelden van plantaardige reservestoffen in zaden zijn zetmeel bij graan (zoals tarwe, rogge, gierst, haver) en boekweit, plantaardige olie bij koolzaad of eiwitten bij peulvruchten (zoals tuinboon, erwt, linze en boon). Voorbeelden van planten die in andere organen reservestoffen opslaan zijn zijn suikerbiet, peen en aardappel.

### Perisperm
Perisperm is een diploïde (2n) weefsel. Het perisperm bestaat uit nucellusweefsel van de moederplant. Het is homoloog met het weefsel van een macrosporangium. De nucellus vormt de kiemzakmoedercel, embryozakmoedercel of macrosporemoedercel, die de macrospore(n) vormt.

### Endosperm
Het endosperm vormt gewoonlijk het belangrijkste deel van de reservevoedsel van het zaad. Er worden twee typen endosperm onderscheiden: het primair endosperm en secundair endosperm, afhankelijk van de herkomst van het weefsel.
Primair endosperm is een haploïde (1n) weefsel dat ontstaat uit weefsel van de moederplant na de reductiedeling (meiose) ten tijde van de vorming van de kiemzak.
Secundair endosperm is een triploïde (3n) weefsel dat ontstaat bij de dubbele bevruchting van twee polaire kernen door een mannelijke kern uit de pollenbuis

### Zaadlobben
De zaad- of kiemlobben bestaan uit een diploïde (2n) weefsel, dat een deel is van het embryo en jonge plant, die bij verschillende soorten de reservestoffen kunnen worden opgeslagen. De reservestoffen zijn afkomstig van de moederplant. Voorbeeld: peulvruchten.

Peulvruchten
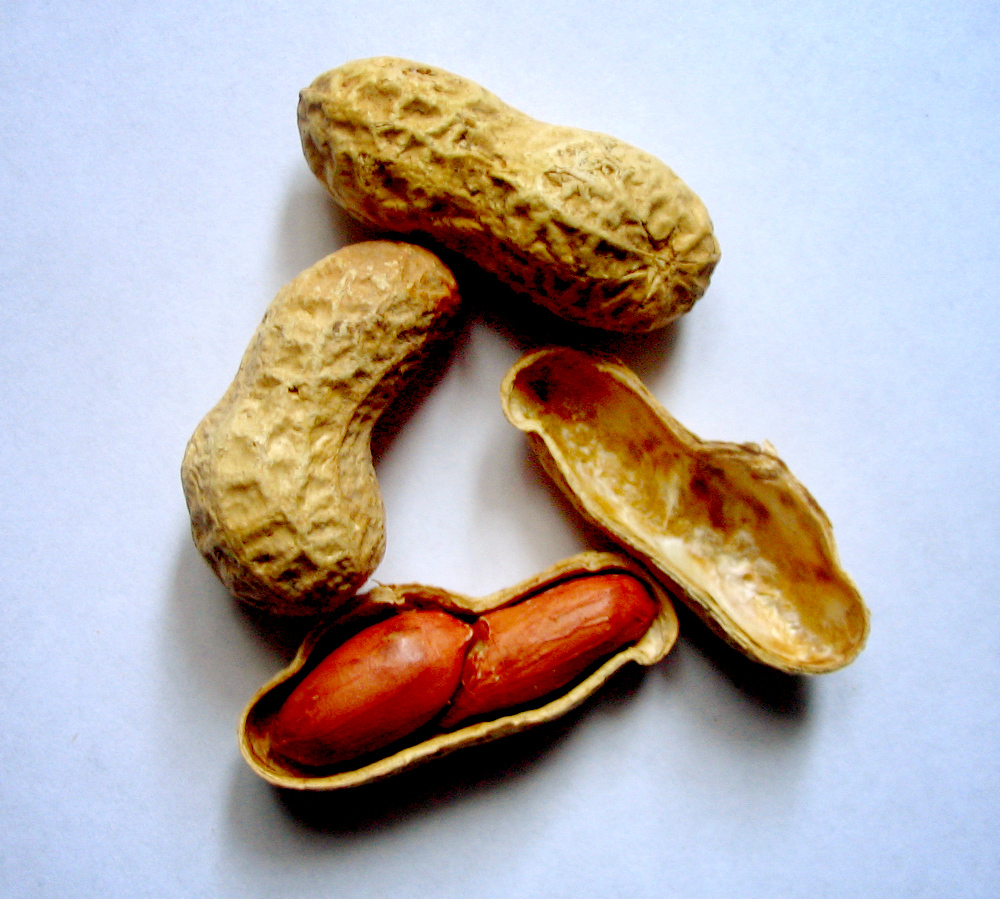
Pinda's
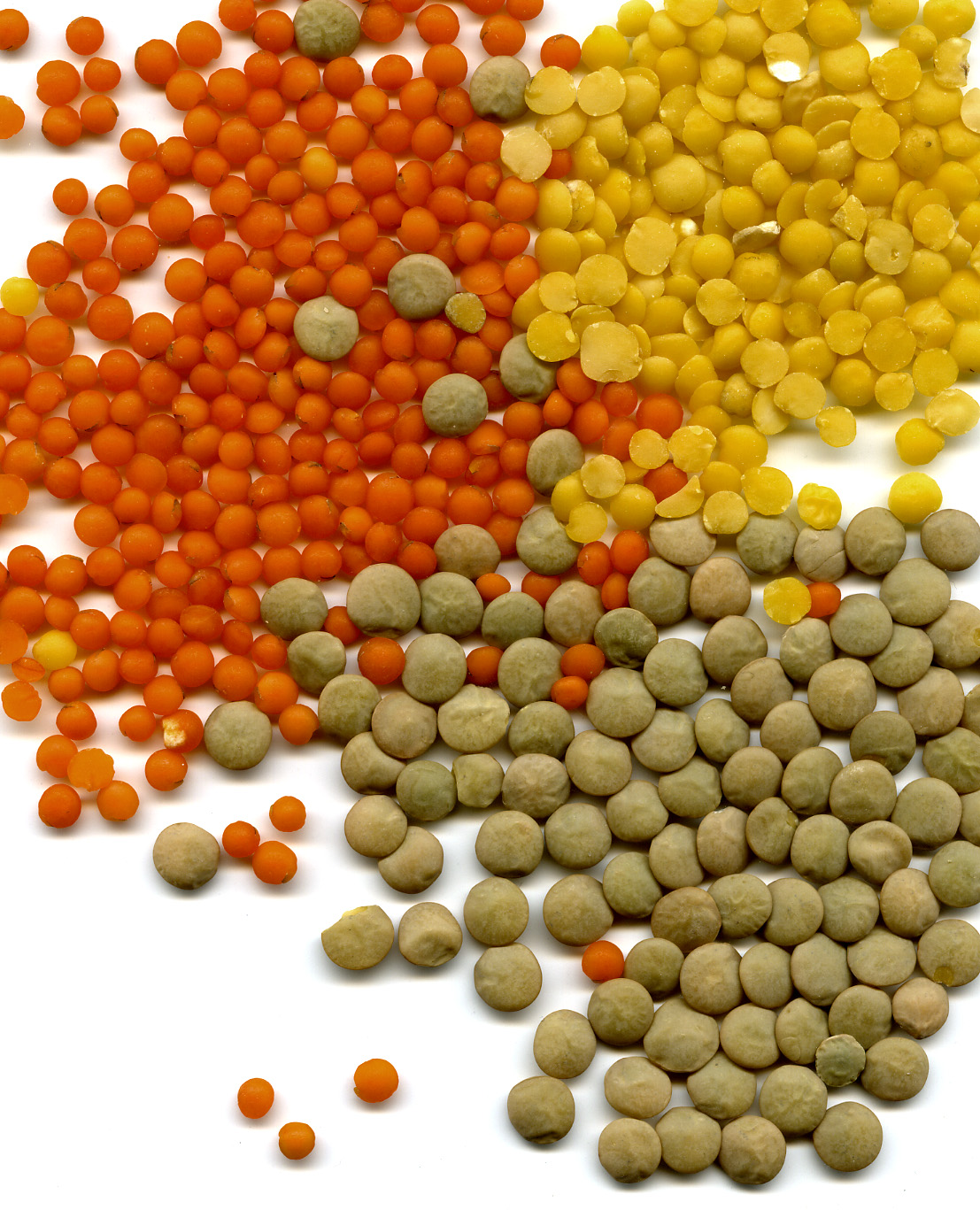
Linzen
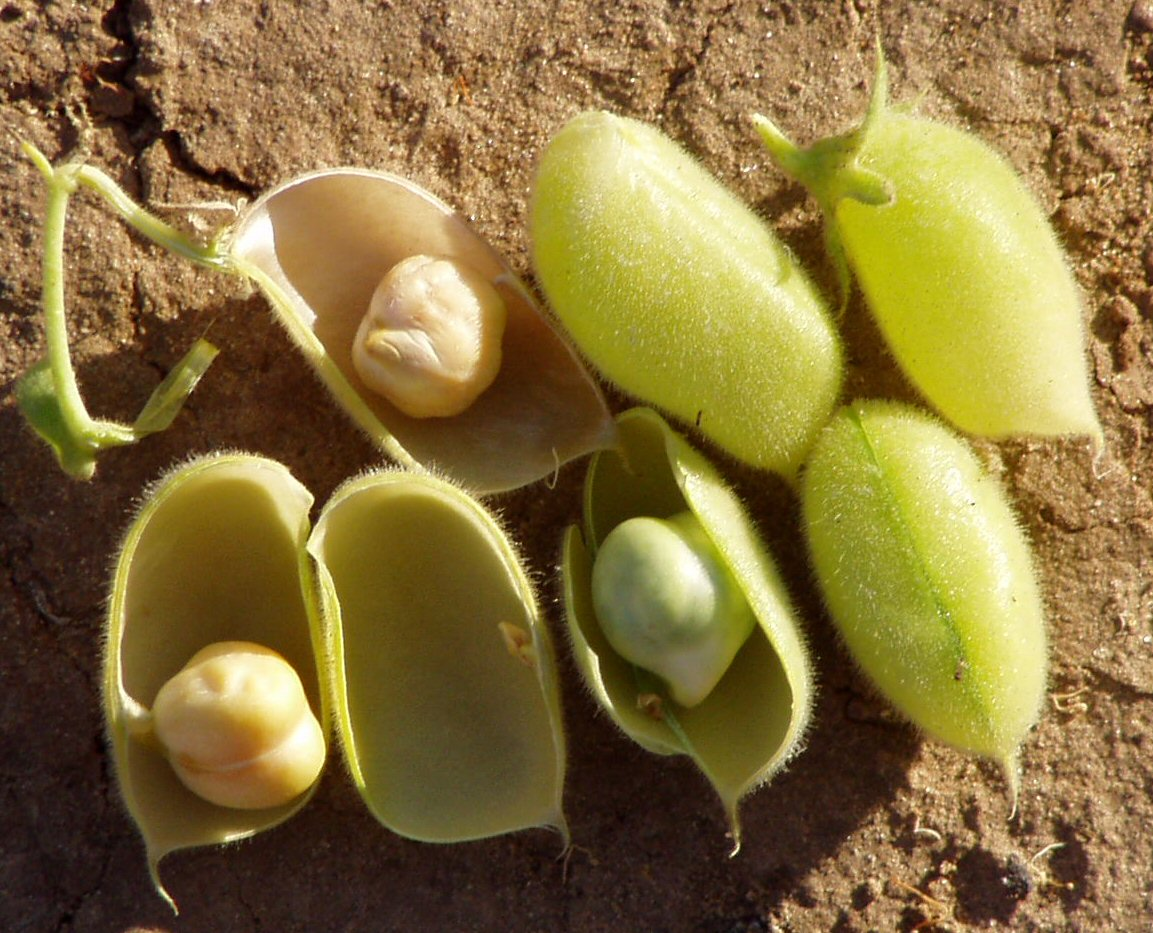
Keker of kikkererwt
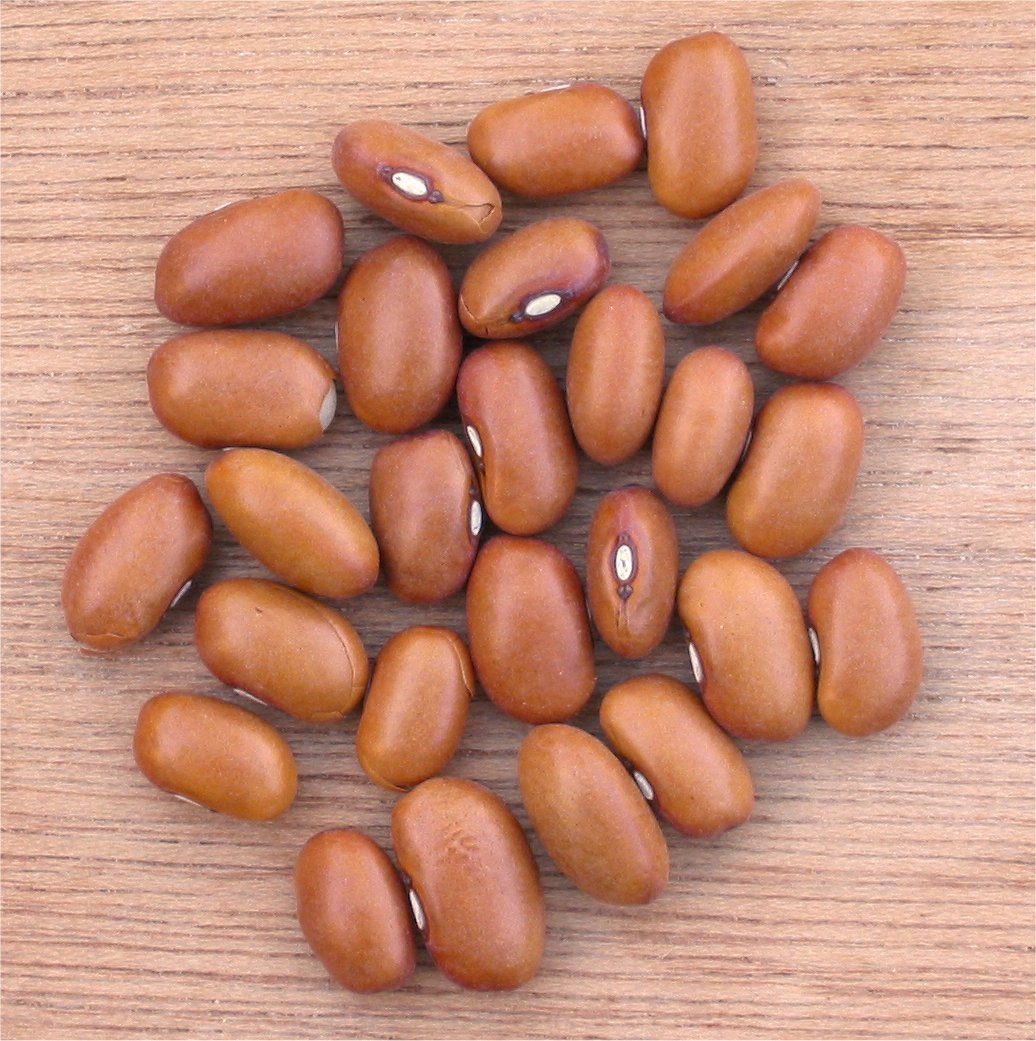
Bruine bonen
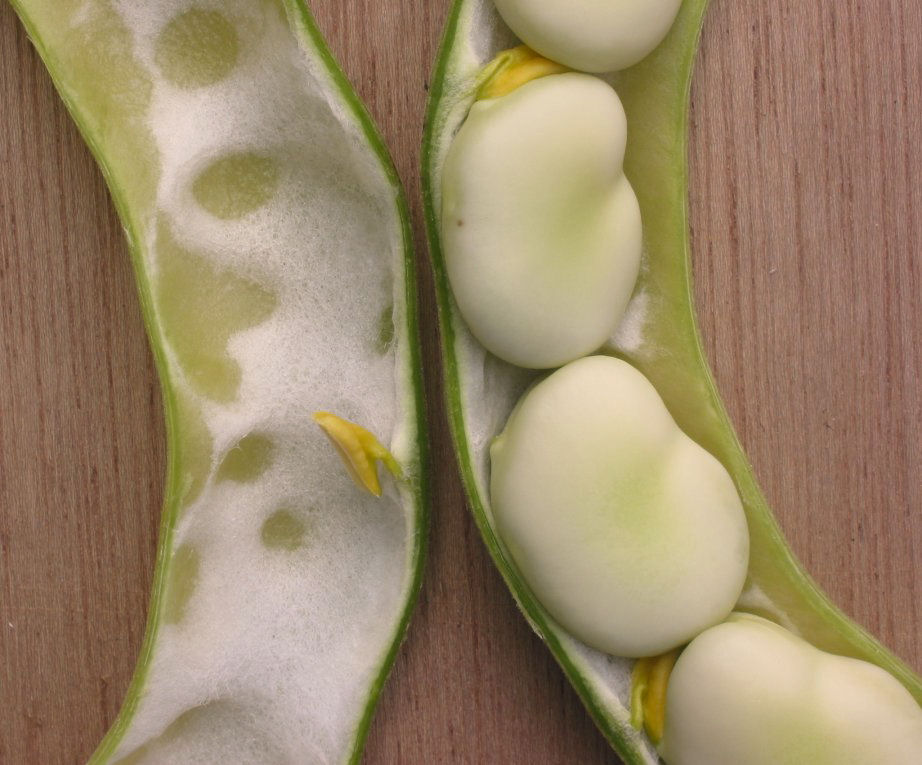
Tuinboon

### In vegetatieve delen
Ook in stengels, uitlopers en wortels kunnen reservestoffen door de planten worden opgeslagen. Veel cultuurgewassen worden gekweekt vanwege de opslag van reservestoffen, zoals aardappel, aardpeer, pastinaak, rode biet, schorseneer, suikerbiet, voederbiet, wortel (waspeen).

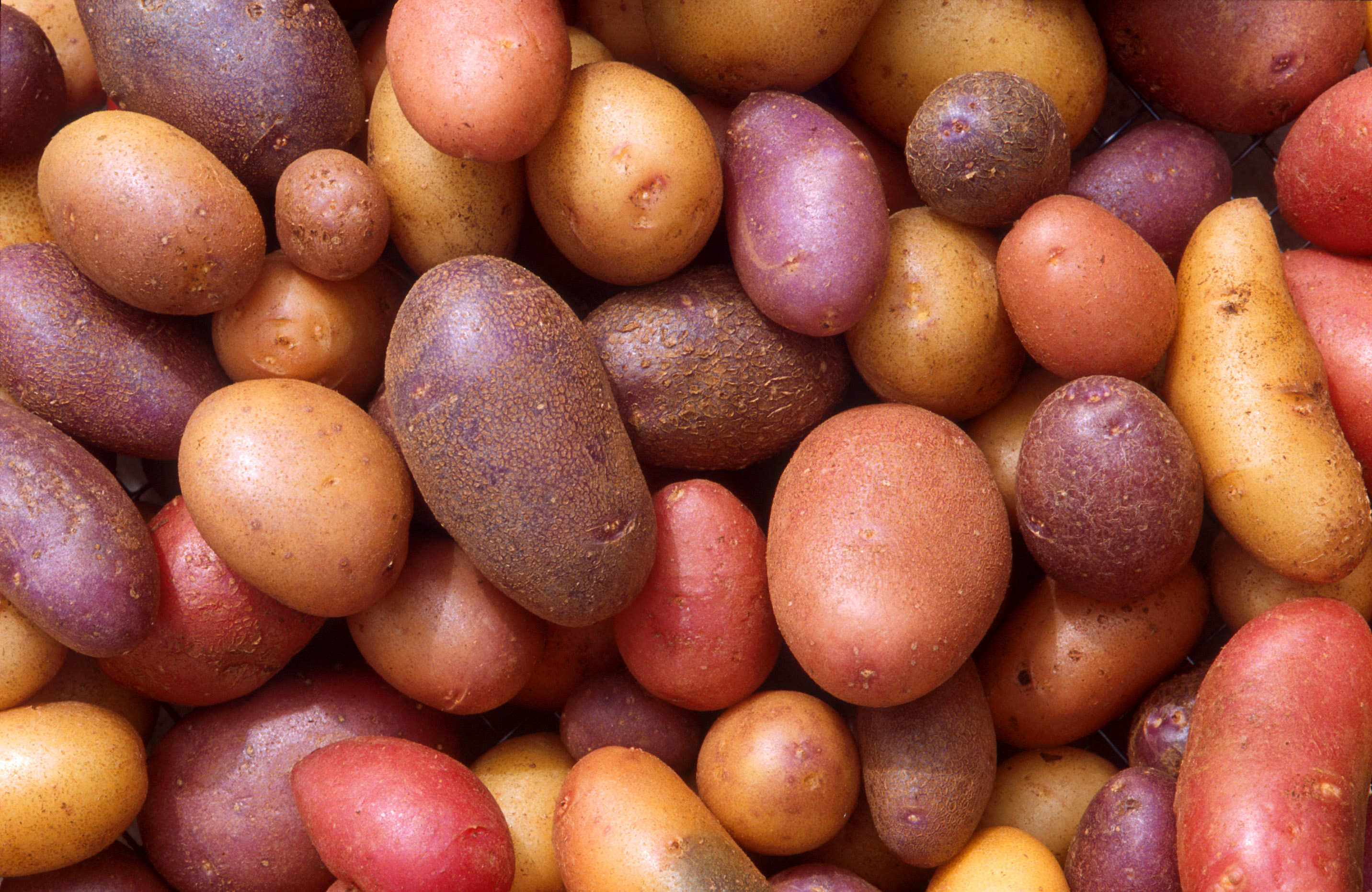
Aardappels
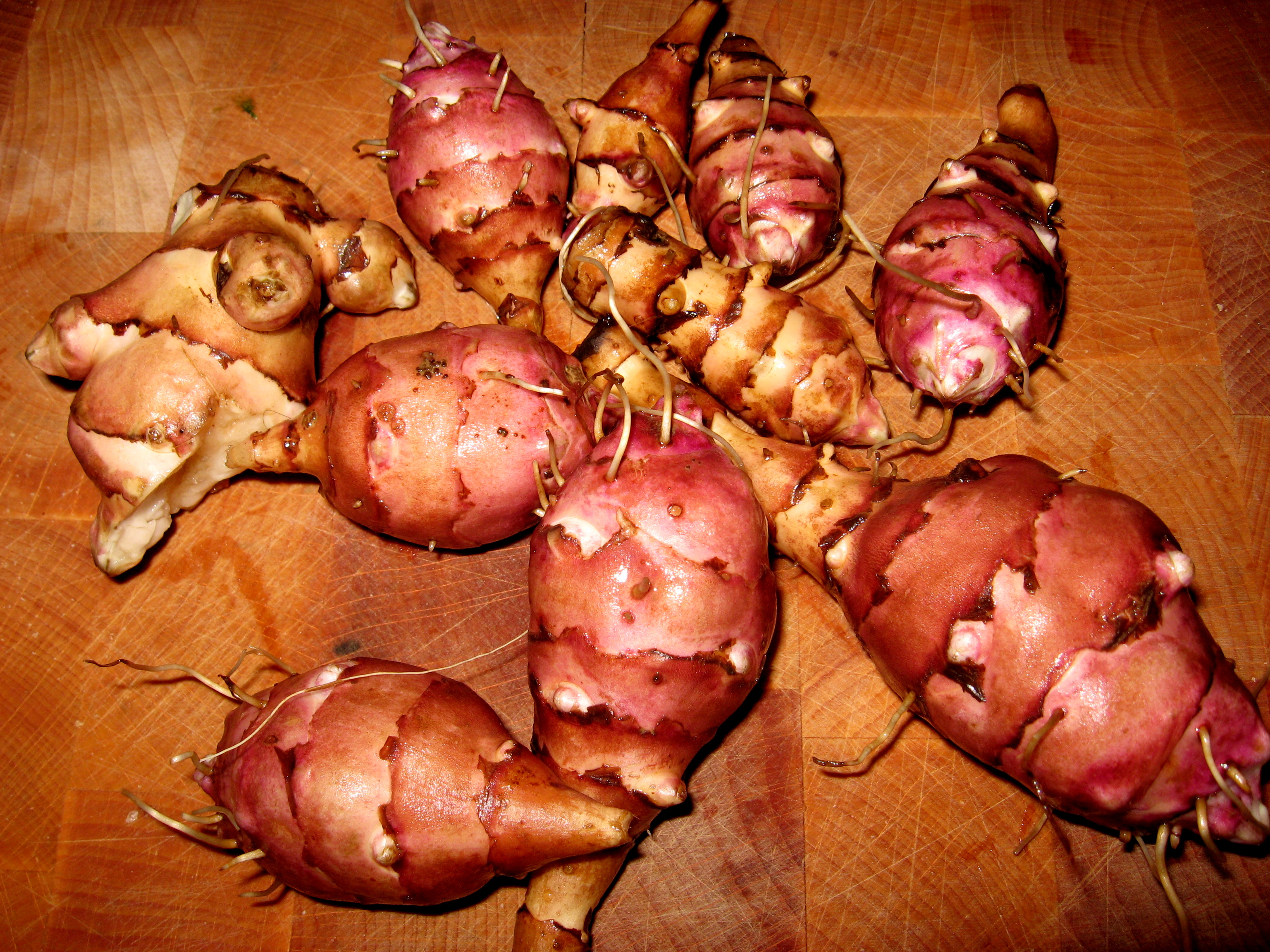
Aardperen
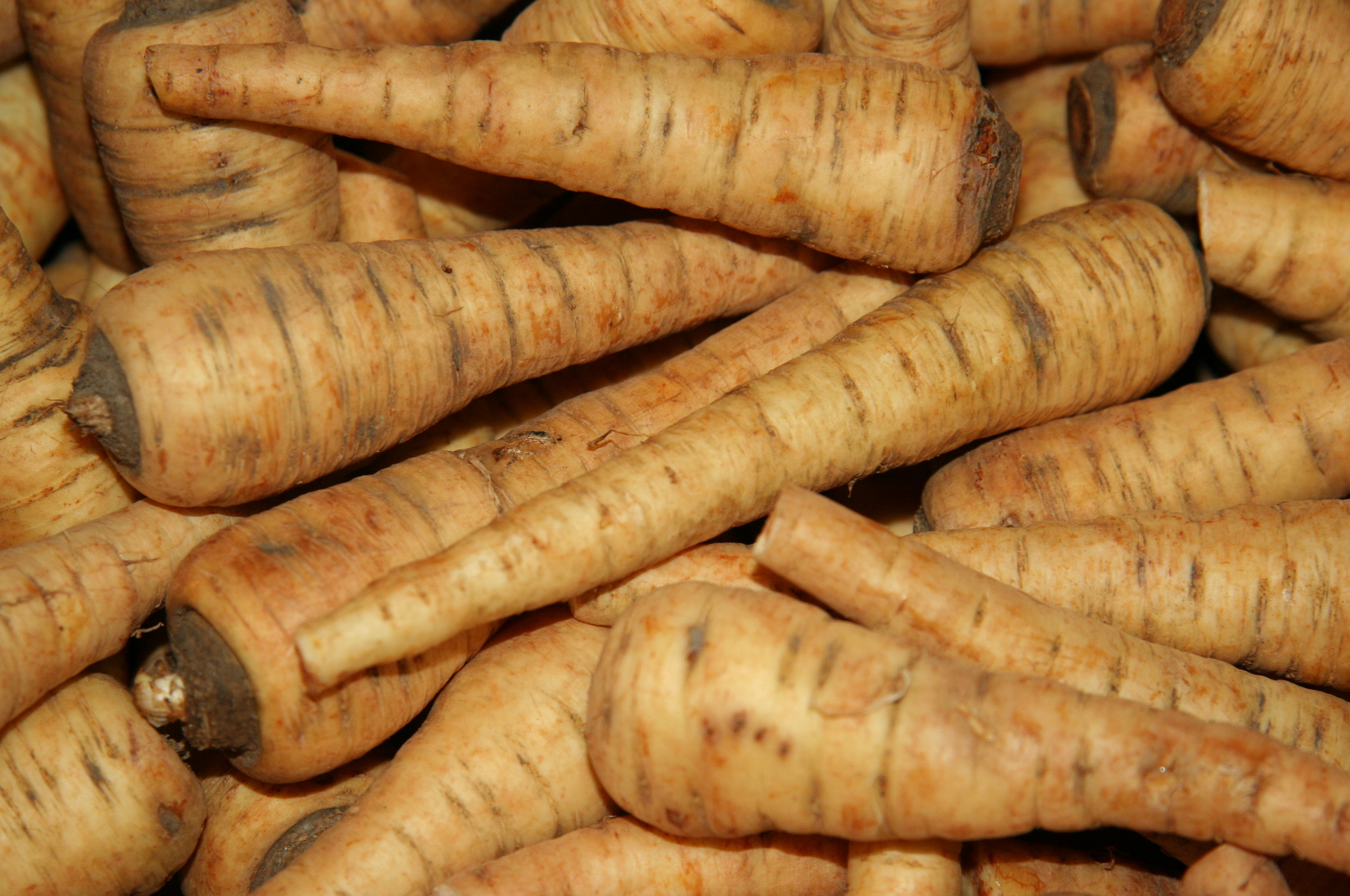
Pastinaken
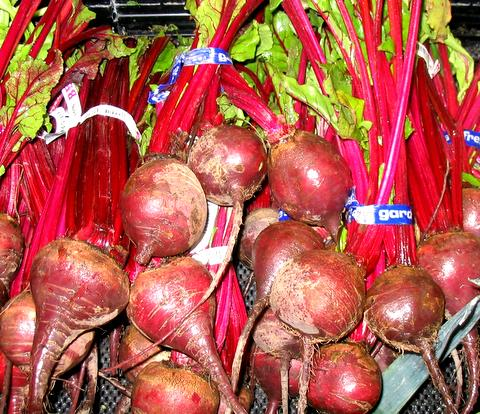
Rode bieten
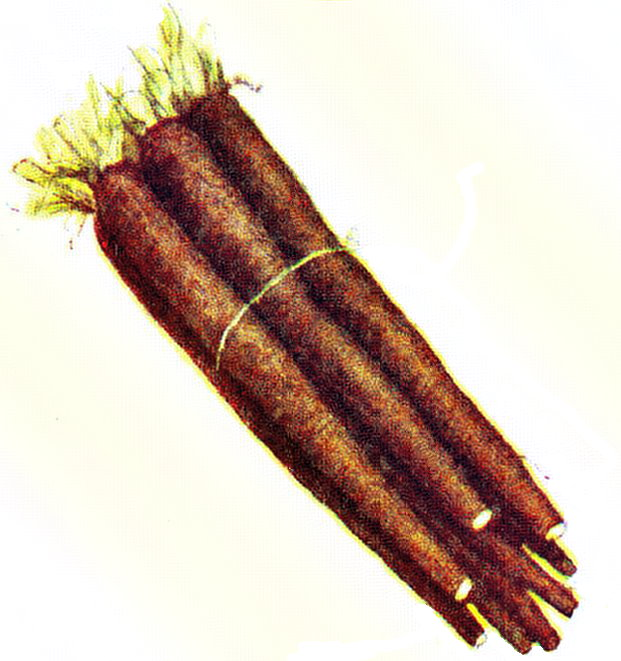
Schorseneren
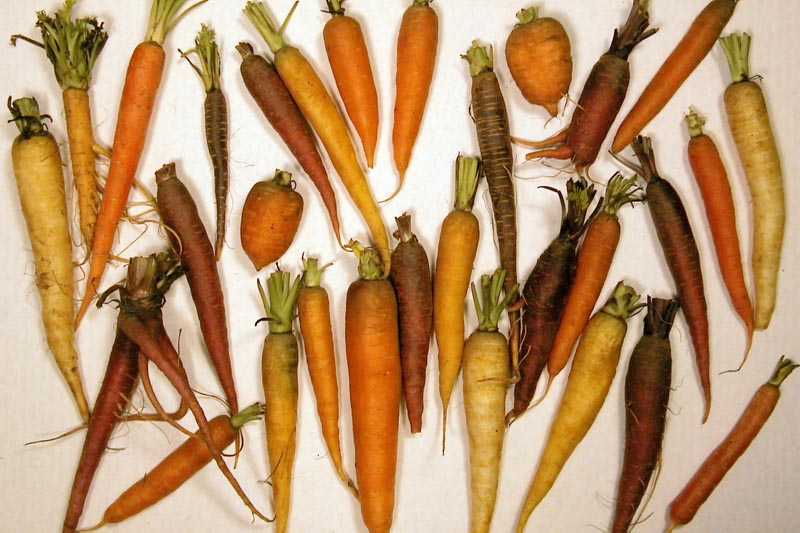
Wortels
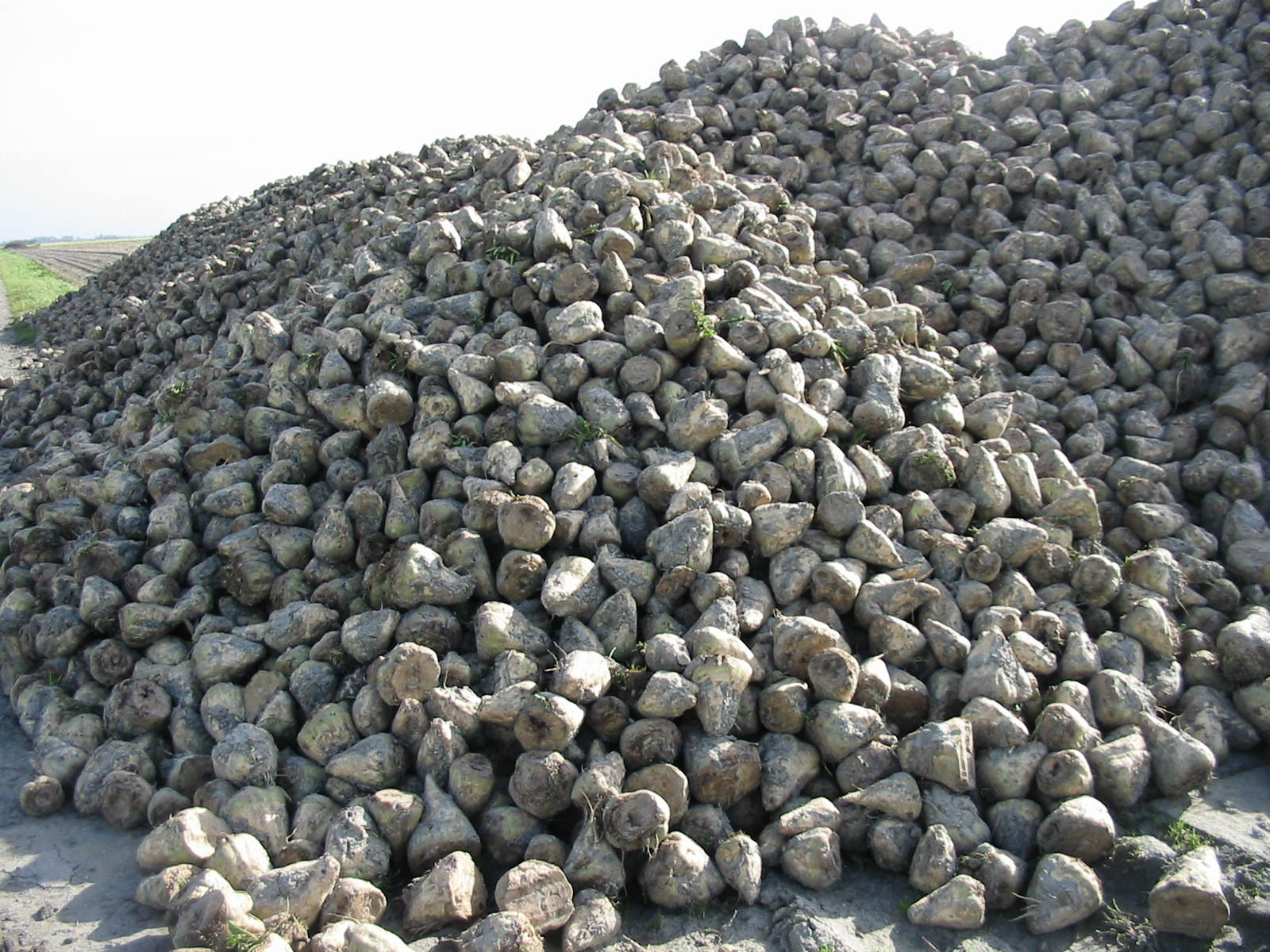
suikerbieten